# Credit CARD Act of 2009
Le Credit Card Accountability Responsibility and Disclosure Act of 2009 ou Credit CARD Act of 2009 est une loi fédérale américaine adoptée par le Congrès des États-Unis et ratifiée par le président américain Barack Obama le 22 mai 2009. C'est une réforme du système des cartes de crédit qui veut « [...] établir des pratiques justes et transparentes à propos des extensions des plans de crédit "ouverts" octroyées aux consommateurs, ainsi que pour d'autres buts »,. La loi a été adoptée par les principaux partis fédéraux américains aux deux chambres législatives fédérales américains.
Elle a notamment incité VISA à suspendre ses liens d'affaires en septembre 2010 avec certains sites web qui pourraient servir de plates-formes au blanchiment de l'argent.

### Traductions de
1. ↑  (en) « ...to establish fair and transparent practices relating to the extension of credit under an open end consumer credit plan, and for other purposes »